# زبان ونیزی
زبان ونیزی زبانی هندواروپایی از شاخه زبان‌های رومی است که جمعیتی نزدیک به دومیلیون و سیصد هزار تن در اروپا و سایر نقاط جهان بدان سخن می‌گویند.

## تاریخچه
این زبان در حدود ایتالیای امروزی و سواحل مدیترانه تحت تأثیر سلتی‌ها رشد و نمو پیدا کرد و در قرون وسطی نویسندگانی مانند روزانته و کارلو کولدونی به این زبان آثاری را ثبت نمودند.ونیزی مدت‌ها در مناطق مدیترانه بعنوان زبان میانجی بکار می‌رفت.با تأسیس پادشاهی ایتالیا و پس از آن جمهوری ایتالیا رفته رفته از اهمیت این زبان کاسته شد.سیستم فاشیستی حکومت ایتالیا در گذشته موجب شد شمار بسیار زیادی از گویشوران این زبان به مناطق دیگر مانند لاتزیو فرستاده شوند.

## پراکندگی جغرافیایی
زبان ونیزی در ایتالیا در منطقه ونتو و برخی مناطق همجوار صحبت می‌شود.همچنین گروه‌هایی از مردم ونیزی زبان نیز در اسلوونی و کرواسی و نیز در منطقه تولچیا در رومانی بسر می‌برند.در کشور مکزیک مردم شهر چیپیلو و در برزیل (در مناطق بسیار زیادی از کشور) این زبان رایج است.گویش ونیزی زبان‌های برزیل را تالی می‌گویند.همچنین از دوره حکمرانی ونیز در آبهای مدیترانه شماری از ونیزی زبان‌ها در جزیره یونانی کورفو بسر می‌برند.

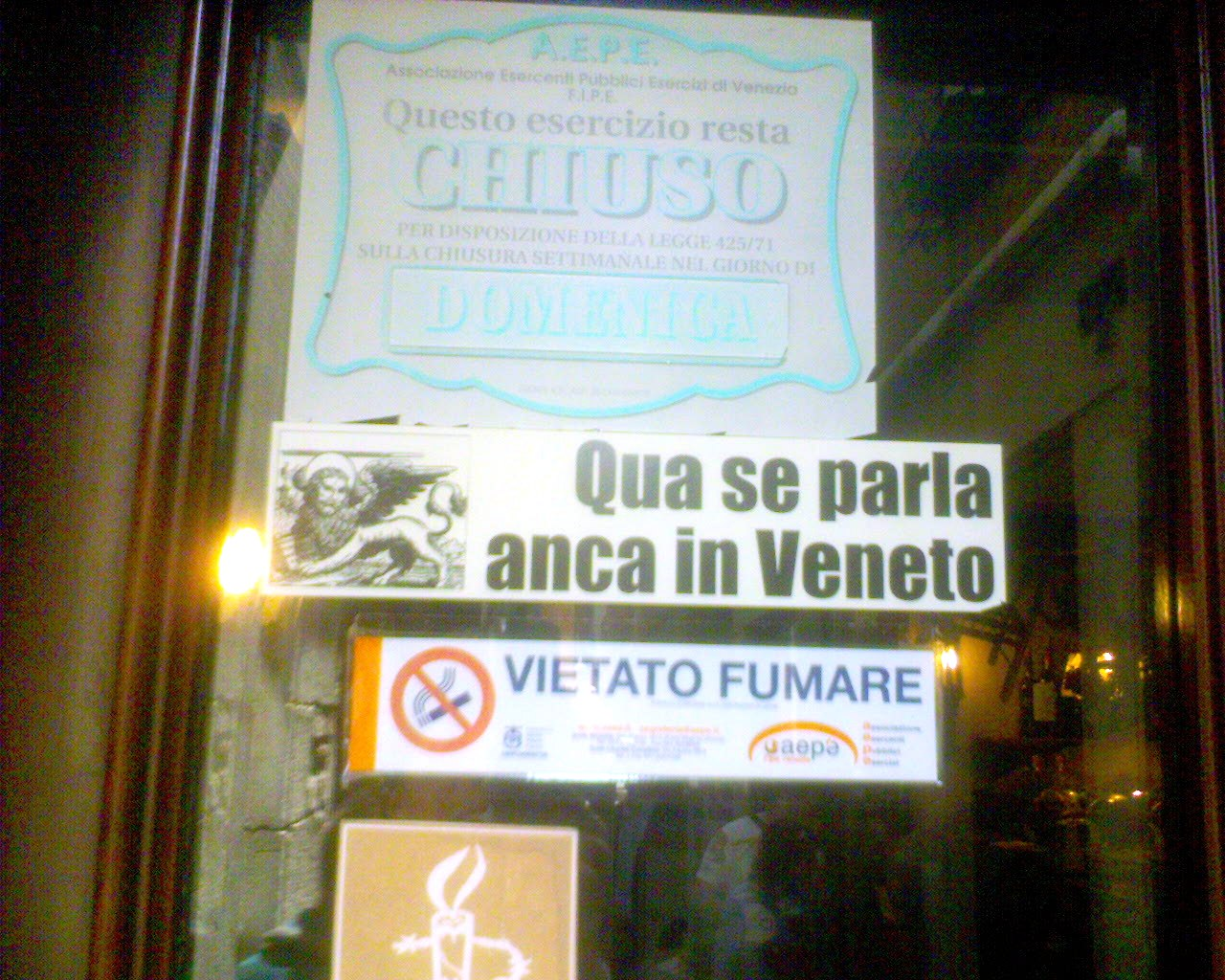
یک تابلوی ونیزی در ایتالیا که نوشته شده"ما در اینجا به زبان ونیزی نیز سخن می‌گوییم"